# Home
 For alternative betydninger, se Home (flertydig). (Se også artikler, som begynder med Home)
home er en stor dansk ejendomsmæglerkæde. Kædens forretninger drives på franchisebasis med lokale indehavere og bestyres af home a/s, som ejes 100% af Realkredit Danmark og dermed indgår i Danske Bank-koncernen. Jens Peter Jensen er direktør for kæden. 
I kæden er der 182 forretninger og tre servicecentre fordelt over hele landet med knap 900 ansatte på landsplan (pr. september 2023). Der er ca. 130 franchisetagere i home, hvoraf de største driver over 10 lokale forretninger. home solgte boliger til en samlet salgsværdi af mere end 68 mia. kr. i 2022.
Kæden blev etableret 1. august 1989 og havde i 2005 omkring en fjerdedel af markedet for ejendomshandel i Danmark målt i forhold til Realkreditrådets statistik.
I februar 2016 accepterede home en bøde på 3,75 millioner kr. for ulovligt at have opfordret deres mæglere til at boykotte Boliga.dk til fordel for i stedet at bruge Boligsiden.dk, som er lanceret af Dansk Ejendomsmæglerforening